# Hervé Nédellec
Hervé Nédellec (en latin Hervæus Natalis) est un dominicain breton, quatorzième maître de l'ordre des Prêcheurs, né dans le diocèse de Tréguier entre 1250 et 1260, mort le 7 août 1323 à Narbonne.

## Carrière
Il intégra le couvent dominicain de Morlaix en 1276. Il étudia au couvent Saint-Jacques de Paris entre 1301 et 1307 et y devint maître de théologie. Il fut magister regens jusqu'en 1309. De 1309 à 1318, il dirigea la province dominicaine de France, et en 1318 fut élu maître de l'Ordre. Son mandat fut notamment marqué par le procès de canonisation de Thomas d'Aquin (terminé le 18 juillet 1323 à Avignon). Il mourut le 7 août 1323 au couvent de Narbonne, peu avant la proclamation officielle.
Il défendit vigoureusement la doctrine de Thomas d'Aquin, particulièrement contre les positions de Henri de Gand, de Jean Duns Scot, de Pierre Auriol, de Jacques de Metz, de Guillaume Durand de Saint-Pourçain. Cependant c'est lui-même un penseur original, qui s'écarte sur plusieurs points du système thomiste : sur la question de l'intentionnalité ; sur la distinction réelle dans les créatures entre essence et existence ; sur le principe d'individuation. Il fut une référence importante dans les débats philosophiques et théologiques du XIVe siècle. Il était surnommé Doctor Perspicacissimus.

## Œuvres
- Tractatus de secundis intentionibus (éditions imprimées : Paris, 1489 ; Venise, 1508 ; John P. Doyle, A Treatise of master Hervæus Natalis, d. 1323, the doctor perspicacissimus, On second intentions, vol. I, latin-anglais, Medieval Philosophical Texts in Translation 44, Milwaukee, Wisconsin, Marquette University Press, 2008) ;
- Defensa doctrinæ D. Thomæ (édition : Engelbert Krebs, Theologie und Wissenschaft nach der Lehre der Hochscholastik an der Hand der bisher ungedruckten Defensa doctrinæ D. Thomæ der Hervæus Natalis mit Beifügung gedruckter und ungedruckter Paralleltexte, Beiträge zur Geschichte der Philosophie der Mittelalter 11, Münster, Aschendorff, 1912) ;
- Correctorium fr. Jacobi Mettensis (extraits dans : Ludwig Ott, Die Lehre des Durandus de S. Porciano O. P. vom Weihesakrament, dargestellt nach den verschiedenen Redaktionen seines Sentenzenkommentars und nach der Diskussion der Dominikanertheologie des beginnenden 14. Jahrhunderts, Munich-Paderborn-Vienne, F. Schöningh, 1972) ;
- De intellectu et specie (édition : Prospero T. Stella, « La prima critica di Hervæus Natalis, O. P., alla noetica di Enrico di Gand », Salesianum 21, 1959, p. 125-170) ;
- Quodlibeta Hervei (édition : Venise, 1513 ; réimpr. The Gregg Press, Ridgewood, New Jersey, 1966) ;
- De jurisdictione (édition : Ludwig Hödl, De iurisdictione. Ein unveröffentlicher Traktat der Hervæus Natalis, O. P. († 1323), über die Kirchengewalt, Munich, Hueber, 1959)[1] ;
- De quattuor materiis sive Determinationes contra magistrum Henricum de Gandavo (édition de Lambertus Marie De Rijk : vol. I De formis avec le De unitate formæ substantialis in eodem supposito, Brepols, Turnhout, déc. 2011 ; vol. II De esse et essentia et De materia et forma, Brepols, Turnhout, avril 2013).
- Totius Logicæ Aristotelis Summa (attribuée autrefois à Thomas d'Aquin, serait plutôt d'Hervé Nédellec).